# Алакол
Алакол (на казахски: Алакөл көліт, ярко, разноцветно; на руски: Алаколь) е голямо безотточно и солено езеро в източната част на Казахстан (Алматинска и Източноказахстанска област), разположено в източната полупустинна зона на Балхаш-Алаколската котловина, на 343 m н.м., непосредствено на северозапад от Джунгарските врати, легендарният планински проход свързващ Китай с Русия.

## Географско описание
Площта на езерото е около 2200 km², като в зависимост от годишния сезон колебанията на нивото му е 1,2 m. Има овална, удължена от северозапад на югоизток форма с дължина 104 km и максимална ширина 52 km, дълбочина до 45 m, обем 58,56 km³. Бреговата му линия с дължина 348 km е слабо разчленена, като в югоизточната му част се е оформил голям залив, а в средата му, сравнително голям остров. От януари до април замръзва. Заедно с плитките езера Сасъккол и Кошкаркол (Уяли) на северозапад и Желанашкол на югоизток образува голяма езерна система с водосборна площ около 55 хил.km². В него се вливат няколко десетки реки, най-големи от които са: Урджар, Катинсу и Емел. Водите му се използват за промишлен риболов. По бреговете му са разположени няколко малки населени места: Жарбулак, Коктума, Баликши и др. Покрай югозападния му бряг, на протежение над 70 km преминава участък от трансевразийската жп линия от Атлантическия до Тихия океан. В близост до езерото има редица резервати за защита на местните птици, включително рядката реликтна чайка и розово фламинго. В миналото районът е бил заселен от андроновската култура и съдържа редица археологически обекти.

## Историческа справка
Първите сведения за езерото дава през 1245 г. италианският францискански монах Джовани да Плано Карпини, който минава край него на път за Китай. Първите точни географски изследвания и топографски измервания са извършени от руския изследовател Александър Шренк и топографът на експедицията Тимофей Нифантев през 1840 – 1841 г.